# AC Viktoria Wien
AC Viktoria Wien byl rakouský atletický a fotbalový klub z Vídně. Založen byl roku 1898 původně pod názvem AC Victoria Wien. Na začátku 20. století patřil mezi prominentní rakouské kluby.
V sezoně 1898/99 se dostal do finále Challenge Cupu (pohár Rakousko-Uherska), v němž podlehl 1:4 týmu First Vienna FC.

## Známí hráči
- Johann Pollatschek - 2 mezistátní zápasy za Rakousko (od roku 1906 do 1907)
- Arthur Preiss - 2 mezistátní zápasy za Rakousko (v roce 1909)
- Franz Scheu - 1 mezistátní zápas za Rakousko (v roce 1909)
- Maximilian Wancura - 1 mezistátní zápas za Rakousko (v roce 1907)